# Mirabel Madrigal
Mirabel Madrigal è un personaggio immaginario che appare nel film dei Walt Disney Animation Studios, Encanto, creata dai registi Byron Howard e Jared Bush.
Ritratta come una ragazza di quindici anni eccentrica, emotiva ed empatica, Mirabel è l'unico membro della sua famiglia senza un dono magico, che si prefigge di salvare la magia dei suoi familiari quando inizia misteriosamente a sparire. La sua caratterizzazione è stata premiata ed elogiata, così come il suo doppiaggio. Il rapporto di Mirabel con la sua famiglia è stato oggetto di discussione tra terapisti e gruppi di immigrati, che si sono identificati con i modi in cui affronta il trauma generazionale.

## Concezione e sviluppo
Dopo aver terminato Zootropolis, i registi Byron Howard e Jared Bush volevano che il loro prossimo lavoro fosse un musical. Quando Lin-Manuel Miranda si unì al progetto, divenne un musical latinoamericano. Gli sviluppatori discussero delle loro esperienze comuni di avere grandi famiglie allargate e decisero di realizzare un film musicale su una grande famiglia con dodici personaggi principali. Howard e Bush parlarono a lungo della cultura latinoamericana con Juan Rendon e Natalie Osma, che avevano lavorato con loro al documentario sulla realizzazione di Zootropolis. Rendon e Osma sono originari della Colombia e attinsero alle loro esperienze personali con la cultura colombiana nelle loro discussioni, il che portò Howard, Bush e Miranda a concentrare la loro ricerca su quel paese. Rendon e Osma diventarono i primi di diversi esperti culturali assunti dalla Disney Animation come consulenti per il film, formando quello che la Disney chiamò il "Colombian Cultural Trust".
Il team di produzione di Encanto finalizzò l'idea di base di una ragazza che fosse l'unico membro della sua famiglia senza un dono soprannaturale. Quando il gruppo iniziò a sviluppare i personaggi, si resero conto della vulnerabilità della situazione di Mirabel. La mancanza di poteri di Mirabel la rese rapidamente l'ideale espediente narrativo, nonché un personaggio con cui il pubblico potesse simpatizzare. Il motivo dietro la sua mancanza di poteri non viene deliberatamente spiegato nel film. Bush e Howard affermarono che, in quanto film di realismo magico, Encanto è pensato per "funzionare altrettanto bene come una storia" in assenza di magia. Di conseguenza, Mirabel salva la sua famiglia risolvendo le tensioni in essa piuttosto che usando la magia. I registi chiesero agli animatori a rendere Mirabel diversa dai precedenti eroi femminili Disney; doveva essere sia capace che imperfetta, ma non semplicemente goffa.
Il nome originale di Mirabel era Beatriz, che venne cambiato due anni prima di scegliere la sua doppiatrice Stephanie Beatriz. Il nome del personaggio deriva dalla parola Mira, che in spagnolo significa guardare. Secondo Bush; "nei primi tempi ci chiedevamo sempre se avessimo i nomi giusti: l'etimologia di 'miracolo' e la rima con Mirabel lo hanno rafforzato". Il nome del personaggio è anche una parola latina che significa meraviglioso, che rappresenta la sua curiosità.
Mentre la storia di Encanto si evolveva, gli scrittori e gli artisti della storia considerarono le motivazioni e le imperfezioni di Mirabel. La bozza della trama del film la raffigurava alla disperata ricerca di un dono, ma la troupe si rese conto che bisognava andare oltre. Bush affermò che la sua speranza di essere notata, piuttosto che un'avventura per un dono magico, sarebbe stata molto più comprensibile. La trama e i legami familiari furono quindi scritti attorno a tale movente. Una versione del film vedeva Mirabel fare da narratrice fino all'inizio del terzo atto, in cui sarebbe stato mostrato il punto di vista di Abuela Alma; questo concetto fu scartato perché ritenuto troppo distraente.

### Doppiaggio
Beatriz inizialmente fece un provino per prestare la voce a Luisa, ma, nel sentirla, la troupe di produzione decise che era "perfetta" per Mirabel. Secondo Smith, Beatriz si assicurò la parte grazie alla sua personalità, al suo umorismo e alla sua voce distintiva. Durante il suo provino per Mirabel, Beatriz cantò "Tranquilla" da Oceania e recitò una scena in cui Mirabel conforta Antonio prima che riceva il suo dono.
I registi volevano lasciare che gli attori esplorassero i loro ruoli e si sentissero a loro agio nell'improvvisazione. Inizialmente Beatriz credeva che Mirabel dovesse avere una voce giovane, quindi recitò con un tono acuto. Howard e Bush, tuttavia, insistettero affinché suonasse più matura, in quanto il personaggio sarebbe dovuto essere indipendente perché la sua famiglia è piena di "star". Secondo Beatriz, Mirabel deve occuparsi da sola delle sue necessità, il che richiede una certa dose di maturità. Beatriz disse che trovare il tempo per respirare mentre cantava era la parte più impegnativa del doppiaggio di Mirabel; quando registrò la canzone di Mirabel "Un miracolo", Beatriz era incinta di nove mesi; lavorò con un vocal coach per imparare le tecniche di respirazione appropriate e assicurarsi di sostenersi adeguatamente. Gran parte del suo lavoro vocale venne registrato durante la pandemia di COVID-19. Occasionalmente registrò solo in presenza di Miranda o dei registi, ma alcune volte era ascoltata da molti altri membri della troupe. Durante le registrazioni Beatriz ricevette molti sketch, che descrisse come "davvero speciali" perché riteneva che il personaggio somigliasse a lei stessa quando aveva quindici anni.  Per "Cos'altro farò?", Beatriz guardò l'animazione iniziale della sequenza per adattare la sua voce a essa.

### Progetto
Mentre facevano ricerche per il film a Barichara, Howard e Bush fecero amicizia con Alejandra Espinosa Uribe, una guida turistica locale che li accompagnò in giro per la città; in seguito, la assunsero come consulente per assicurarsi l'autenticità storica e culturale del film. Espinosa Uribe influenzò diversi aspetti delle caratteristiche di Mirabel, tra cui i suoi capelli neri e ricci, i grandi occhiali e la tendenza a gesticolare. Velasquez e il direttore tecnico dei personaggi del film, Xinmin Zhao, cercarono riferimenti in "tutto lo studio" per i capelli di Mirabel, così da avere una base reale, e furono ispirati dai riccioli di Castro Smith. Inoltre, gli animatori si ispirarono alle caratteristiche e ai manierismi di Beatriz per rendere Mirabel il più distinta possibile. Gli abiti del personaggio sono stati creati per sembrare fatti a mano. Come membro unico della sua famiglia, Mirabel non ha una tavolozza di colori che la colleghi a Casita, quindi il suo vestito incorpora la maggior parte dei colori della sua famiglia.
Poiché Encanto è ambientato nella regione andina, le mode tradizionali del posto sono state un'importante ispirazione per i costumi del film. Durante la fine del XIX e l'inizio del XX secolo, le donne della regione indossavano solitamente top bianchi con ricami, gonne lunghe e sottovesti abbinate. Indossavano anche alpargatas (scarpe tradizionali colombiane) create da fique. Il lavoro di progettazione non aveva un andamento lineare; gli artisti Disney si spostavano ripetutamente tra diverse fasi per migliorare iterativamente il personaggio. I progetti iniziali raffiguravano Mirabel in un cappotto fuori forma, un'idea che la troupe di produzione mantenne per diverso tempo. Le versioni iniziali della forma del corpo di Mirabel erano più stilizzate di quelle successive ma, quando il corpo di Abuela Alma fu stabilizzato in una forma più realistica, anche il corpo di Mirabel fu rivisitato nello stesso modo.
Il design di Mirabel iniziò con la sua gonna, che si ispira a quelle della zona di Vélez e a quelle tradizionali colombiane. Il capo d'abbigliamento venne decorato con ricami che sembrassero imperfetti e fatti a mano. Il development artist Jose Luis "Weecho" Velasquez "cucì praticamente a mano tutti i ricami" su un computer per riprodurre nel modo migliore la consistenza della gonna di Mirabel. Gli artisti Disney progettarono simboli per la gonna che rappresentassero ogni membro della sua famiglia e il suo affetto per loro. Tali simboli includono una candela per Alma, degli animali per Antonio, fiori per Isabela, un sole per Pepa e un camaleonte per Camilo. Secondo Screen Rant, l'incorporazione dei doni della sua famiglia sulla sua gonna mostra il suo orgoglio per appartenere ai Madrigal e indica il suo carattere, la sua mancanza di risentimento e invidia per la sua famiglia e il suo attivo supporto per loro e i loro doni. Il nome completo di Mirabel e un'immagine del suo volto sono cuciti sulla gonna per mostrare la sua mancanza di un dono. Dettagli appariscenti, come le nappe rosa, servono a rappresentare il desiderio di Mirabel di essere notata. Secondo la scenografa Lorelay Bové, la gonna di Mirabel è simile a "un album di ritagli di una ragazza di quindici anni". La maglia di Mirabel ha un motivo a farfalla che fa riferimento alla famiglia Madrigal, essendo un simbolo visibile in tutta Casita.
Mirabel è la prima eroina Disney a indossare gli occhiali. Secondo Bové, si tratta di una scelta deliberata per evidenziare il tema principale del film, ossia la prospettiva, nonché il significato del suo nome. Gli occhiali sono verdi come riferimento a Bruno, suo zio, che indossa abiti verdi.

## Apparizioni

### Encanto
All'età di cinque anni, a Mirabel viene apparentemente negato un dono dal miracolo della sua famiglia, portando la sua famiglia ad abbassare le aspettative nei suoi confronti.  Dieci anni dopo, viene accidentalmente esclusa da una foto di famiglia e ciò la porta a esprimere frustrazione, desiderando essere notata dai familiari. Mirabel sembra essere l'unica a notare che la magica Casita si stia rompendo e che la candela magica che rappresenta il miracolo dei Madrigal rischia di spegnersi. Sentendo casualmente sua nonna Alma dare voce alle stesse preoccupazioni, al che decide di salvare il miracolo di famiglia.
Luisa, la sorella maggiore di Mirabel, le suggerisce di cercare un indizio nella stanza di Bruno, loro zio scomparso da tempo, a causa di una voce secondo cui avrebbe avuto una visione catastrofica riguardante i Madrigal. Mirabel trova la visione sotto forma di una composizione in vetro e si vede circondata da una Casita piena di crepe, il che implica che potrebbe essere la causa della morte del miracolo. Dolores lo scopre e non riesce a trattenersi dal rivelare il segreto a tutti. Mirabel trova Bruno nascosto tra le mura della casa e lo interroga sulla sua visione; Bruno dice che sa solo che il destino della famiglia Madrigal dipenderà da lei.
Quando Bruno ha un'altra visione, Mirabel vede una farfalla e se stessa abbracciare qualcuno, che lei e Bruno identificano come Isabela, sorella maggiore della ragazza con cui ha un pessimo rapporto. Al rifiuto di Isabela di abbracciare Mirabel, le due litigano e Isabela rivela inavvertitamente di essere da sempre in lotta con la pressione familiare che la porta a essere perfetta e graziosa in tutto. Mirabel convince Isabela a diventare più fedele a se stessa e si riconciliano, portando Casita a guarire parzialmente. Alma fraintende la situazione e accusa Mirabel di aver cercato di ferire la famiglia per ripicca, essendo lei senza un dono, al che Mirabel rinfaccia alla nonna che è colpa sua se il miracolo di famiglia sta morendo, a causa della pressione costante che esercita su tutti i Madrigal spingendoli verso un ossessivo e impossibile ideale di perfezione.  Casita viene distrutta durante il litigio e, quando Mirabel non riesce a salvare la candela del miracolo, se ne va con il cuore spezzato.
Alma trova Mirabel al fiume e si scusa per quello che ha fatto a lei e alla famiglia. Mirabel e Alma si riconciliano, poi tornano dalla famiglia e insieme si mobilitano senza i loro doni per ricostruire Casita con l'aiuto della gente del paese, che loro hanno sempre aiutata. Una volta ripristinata Casita e i doni, i Madrigal riprendono la loro vita con una maggiore serenità nella gestione dei doni e Mirabel viene accolta pienamente.

### Videogiochi
Mirabel è stata aggiunta alla Disney Dreamlight Valley in un aggiornamento del febbraio 2023. Appare anche come personaggio giocabile nel gioco di costruzione del mondo Disney Magic Kingdoms.

### Once Upon a Studio
Mirabel, insieme alla sua famiglia e agli altri personaggi del film, compare insieme agli altri personaggi Disney per fare la foto di gruppo per il centenario della Disney. 

### Parchi Disney
Dal novembre 2021, Mirabel ha iniziato a fare apparizioni nei parchi Disney. Ad aprile 2022, la famiglia Madrigal e la canzone "We Don't Talk About Bruno" sono state incorporate nell'attrazione "It's a Small World".

## Accoglienza

### Critica
Mirabel è stata elogiata dai critici cinematografici. Screen Daily, l'ha definita il "collante emotivo" della famiglia Madrigal. G. Allen Johnson del San Francisco Chronicle l'ha considerata una delle creazioni più accattivanti della Disney, in possesso del "più grande superpotere" di tutti. Per The Denver Post, John Wenzel ha affermato che Mirabel, così come i personaggi titolari di Oceania e Raya e l'ultimo drago, rappresentano eroi femminili Disney più indipendenti. Kristen Lopez di IndieWire ha trovato impossibile trovare Mirabel non identificabile in una famiglia in cui si potrebbe essere percepiti come fuori dal comune; Dirk Libbey di CinemaBlend ha definito Mirabel il personaggio Disney con cui è più facile identificarsi. Brian Truitt, scrivendo per USA Today, ha sottolineato la sua goffaggine, il suo umorismo e il suo cuore, commentando che questi elementi la rendono "un personaggio piuttosto piacevole da guardare in un viaggio di identità e accettazione". Jonathan Sim di ComingSoon.net ha elogiato in modo particolare le peculiarità, il carisma e l'eccentricità di Mirabel.
I critici hanno elogiato ampiamente il lavoro vocale di Beatriz per il personaggio. IGN ha detto che Beatriz "porta la giusta quantità di fascino e sincerità all'adolescente non magica". La critica di Bleeding Cool Kaitlyn Booth ha ritenuto che la tristezza e la frustrazione di Mirabel fossero ben espresse nella sua performance.

### Impatto culturale
Sin dalla sua uscita, Encanto è stato oggetto di discussione tra i terapeuti. Mirabel è stata interpretata come "la guaritrice che cerca di mantenere unita la sua famiglia". Diversi immigrati hanno dichiarato di identificarsi con lei poiché sono "nati in questa dualità... non visti da una parte, e ... non visti dall'altra" dopo che i loro genitori sono venuti in un altro paese per sfuggire alla guerra e alla violenza. Altri spettatori si identificano con le speranze di Mirabel di essere riconosciuta dagli adulti che la circondano, espresse durante "Un miracolo". Psychology Today ha affermato che, nonostante il tentativo di usare un "dialogo interiore positivo" all'inizio del film, il senso di autostima e appartenenza di Mirabel è danneggiato dalla sua mancanza di poteri. Il sito web ha interpretato la successiva comprensione di Alma che l'esistenza di Mirabel è un dono come un messaggio di auto-apprezzamento. Sul tema delle dinamiche familiari, la terapeuta e YouTuber Steph Anya ha affermato che, poiché il suo punto di vista è diverso da quello della sua famiglia, Mirabel viene incolpata di tutti i problemi che si verificano e, non avendo un dono, riesce a vedere la sofferenza dei Madrigal e "inizia il percorso di guarigione della famiglia".
Secondo USA Today, molti millennial latini che vogliono porre fine al trauma generazionale sperano di fare quello che fa Mirabel, ovvero affrontare la fonte del problema e la persona che sta causando dolore. Lo scrittore di Polygon José María Luna ha tracciato dei paragoni tra la gente della Colombia e Mirabel, affermando: "Siamo un paese di Mirabel, tutti in lotta per capire come risolvere questi mali che sembrano un nostro diritto di nascita". Marcela Rodriguez-Campo, un'accademica colombiana, crede che scegliere Mirabel, un'eroina di etnia non bianca, come personaggio principale, fosse una decisione cruciale. Tuttavia, Camilo Garzón ha espresso preoccupazione per il fatto che, quando una figura non bianca è fonte di ispirazione, c'è il rischio che il personaggio possa diventare rappresentativo di un'intera cultura, come è stato il caso di Oceania e Coco.

### Riconoscimenti
Mirabel ha vinto il premio come miglior attrice animata agli Alliance of Women Film Journalists Awards del 2022 e ai Women Film Critics Circle Awards del 2021, oltre al Visual Effects Society Award per il miglior personaggio animato in un film d'animazione. Stephanie Beatriz ha anche ricevuto diverse nomination per la sua interpretazione vocale, tra cui l'Annie Award per il miglior risultato per la recitazione vocale in una produzione di lungometraggi.